# Municipio de Washington (condado de Brown, Kansas)
El municipio de Washington (en inglés: Washington Township) es un municipio ubicado en el condado de Brown en el estado estadounidense de Kansas. En el año 2010 tenía una población de 507 habitantes y una densidad poblacional de 4,35 personas por km².

## Geografía
El municipio de Washington se encuentra ubicado en las coordenadas 39°42′15″N 95°23′20″O / 39.70417, -95.38889. Según la Oficina del Censo de los Estados Unidos, el municipio tiene una superficie total de 116.49 km², de la cual 116,31 km² corresponden a tierra firme y (0,16 %) 0,18 km² es agua.

## Demografía
Según el censo de 2010, había 507 personas residiendo en el municipio de Washington. La densidad de población era de 4,35 hab./km². De los 507 habitantes, el municipio de Washington estaba compuesto por el 93,89 % blancos, el 0,79 % eran afroamericanos, el 1,18 % eran amerindios, el 0,2 % eran isleños del Pacífico, el 2,37 % eran de otras razas y el 1,58 % eran de una mezcla de razas. Del total de la población el 4,14 % eran hispanos o latinos de cualquier raza.